# Liste der Monuments historiques in Saint-Augustin (Charente-Maritime)
Die Liste der Monuments historiques in Saint-Augustin (Charente-Maritime) führt die Monuments historiques in der französischen Gemeinde Saint-Augustin auf.

## Liste der Objekte

### Kirche St-Augustin
| Bezeichnung          | Beschreibung                                                                                    | Standort | Kennzeichnung | Schutzstatus | Datum | Bild |
| -------------------- | ----------------------------------------------------------------------------------------------- | -------- | ------------- | ------------ | ----- | ---- |
| Tabernakel           | Holz, farbig gefasst und vergoldet, 18. Jahrhundert                                             | (Lage)   | PM17001723    | Inscrit      | 1992  |      |
| Hochaltar            | Altar mit Tabernakel und Expositionsnische; Holz, farbig gefasst und vergoldet, 19. Jahrhundert | (Lage)   | PM17001473    | Inscrit      | 1985  |      |
| Glocke               | Bronze, 1773 gegossen                                                                           | (Lage)   | PM17000361    | Classé       | 1938  |      |
| Liturgische Gewänder | Kasel, Stola, Manipel, Kelchvelum und Bursa; Seide, erste Hälfte des 19. Jahrhunderts           | (Lage)   | PM17001724    | Inscrit      | 1992  |      |